# 吉列姆縣
吉列姆縣（英語：Gilliam County）是位於美國俄勒岡州北部的一個縣，北隔哥倫比亞河與華盛頓州相望。面積3,167平方公里。根據美國2000年人口普查，共有人口1,915。縣治康登 (Condon)。
成立於1885年2月25日。縣名是紀念在惠特曼事件後接管俄州的科內利烏斯·吉列姆 (Cornelius Gilliam)。